# Adonis Gonzalez
Adonis Gonzalez (* 17. Juli 1994 in der Dominikanischen Republik)  ist ein dominikanisch-österreichischer Handballspieler.

## Karriere
Der Rechtshänder lernte bei der „Handball Kids Olympiade“, einer Veranstaltung des Handballclub Fivers Margareten, den Handballsport kennen. Nach diesem ersten Kontakt mit dem Sport begann er in der Jugend der Margaretner zu spielen. Mit dem Team konnte der Rückraumspieler diverse Nachwuchsmeisterschaften gewinnen. Ab der Saison 2013/14 lief Gonzalez für die zweite Mannschaft der Fivers, in der Handball Bundesliga Austria, auf. Im selben Jahr nahm er, als Teil des Jugendnationalteams 1994 und jünger, an den Play-offs der Handball Liga Austria teil. 2016 unterzeichnete er einen Vertrag beim HLA-Aufsteiger SC Ferlach.
2022 wurde Gonzalez vom dominikanischen Handballbund ins Nationalteam einberufen. Mit dem Team nahm er 2022 an den Juegos Bolivarianos und 2023 an den Zentralamerika- und Karibikspielen sowie Panamerikanischen Spielen teil.

## Saisonbilanzen

### HLA
| 2013/14   | Team 94                                                         | HLA                                                             | 6                                                               | 0/0                                                             | 6                                                               |                                                                 |                                                                 |                                                                 |                                                                 |                                                                 |
| 2014/15   | Team 94                                                         | HLA                                                             | 6                                                               | 0/0                                                             | 6                                                               |                                                                 |                                                                 |                                                                 |                                                                 |                                                                 |
| 2016/17   | SC Ferlach                                                      | HLA                                                             | 35                                                              | 3/4                                                             | 32                                                              |                                                                 |                                                                 |                                                                 |                                                                 |                                                                 |
| 2017/18   | SC Ferlach                                                      | HLA                                                             | 60                                                              | 27/38                                                           | 33                                                              |                                                                 |                                                                 |                                                                 |                                                                 |                                                                 |
| 2018/19   | SC Ferlach                                                      | HLA                                                             | 35                                                              | 18/21                                                           | 17                                                              |                                                                 |                                                                 |                                                                 |                                                                 |                                                                 |
| 2019/20   | Saison aufgrund der COVID-19-Pandemie in Österreich abgebrochen | Saison aufgrund der COVID-19-Pandemie in Österreich abgebrochen | Saison aufgrund der COVID-19-Pandemie in Österreich abgebrochen | Saison aufgrund der COVID-19-Pandemie in Österreich abgebrochen | Saison aufgrund der COVID-19-Pandemie in Österreich abgebrochen | Saison aufgrund der COVID-19-Pandemie in Österreich abgebrochen | Saison aufgrund der COVID-19-Pandemie in Österreich abgebrochen | Saison aufgrund der COVID-19-Pandemie in Österreich abgebrochen | Saison aufgrund der COVID-19-Pandemie in Österreich abgebrochen | Saison aufgrund der COVID-19-Pandemie in Österreich abgebrochen |
| 2020/21   | SC Ferlach                                                      | HLA                                                             | 36                                                              | 21/29                                                           | 15                                                              |                                                                 |                                                                 |                                                                 |                                                                 |                                                                 |
| 2013–2021 | gesamt                                                          | HLA                                                             | 178                                                             | 69/92 (75 %)                                                    | 109                                                             |                                                                 |                                                                 |                                                                 |                                                                 |                                                                 |

### HBA
| Saison    | Verein                         | Spielklasse | Tore | 7-Meter    | Feldtore |
| --------- | ------------------------------ | ----------- | ---- | ---------- | -------- |
| 2013/14   | Handballclub Fivers Margareten | HBA         | 73   | 2/5        | 71       |
| 2014/15   | Handballclub Fivers Margareten | HBA         | 17   | 0/0        | 17       |
| 2015/16   | Handballclub Fivers Margareten | HBA         | 61   | 0/2        | 61       |
| 2013–2016 | gesamt                         | HBA         | 151  | 2/7 (29 %) | 149      |

## Erfolge
- 2023 – 2. Platz Zentralamerika- und Karibikspiele[10]